# Vioolmuseum
Het Vioolmuseum (Italiaans: Museo del Violino, voorheen Museo stradivariano) is een museum over de viool. Het is gevestigd in Cremona.

## Geschiedenis

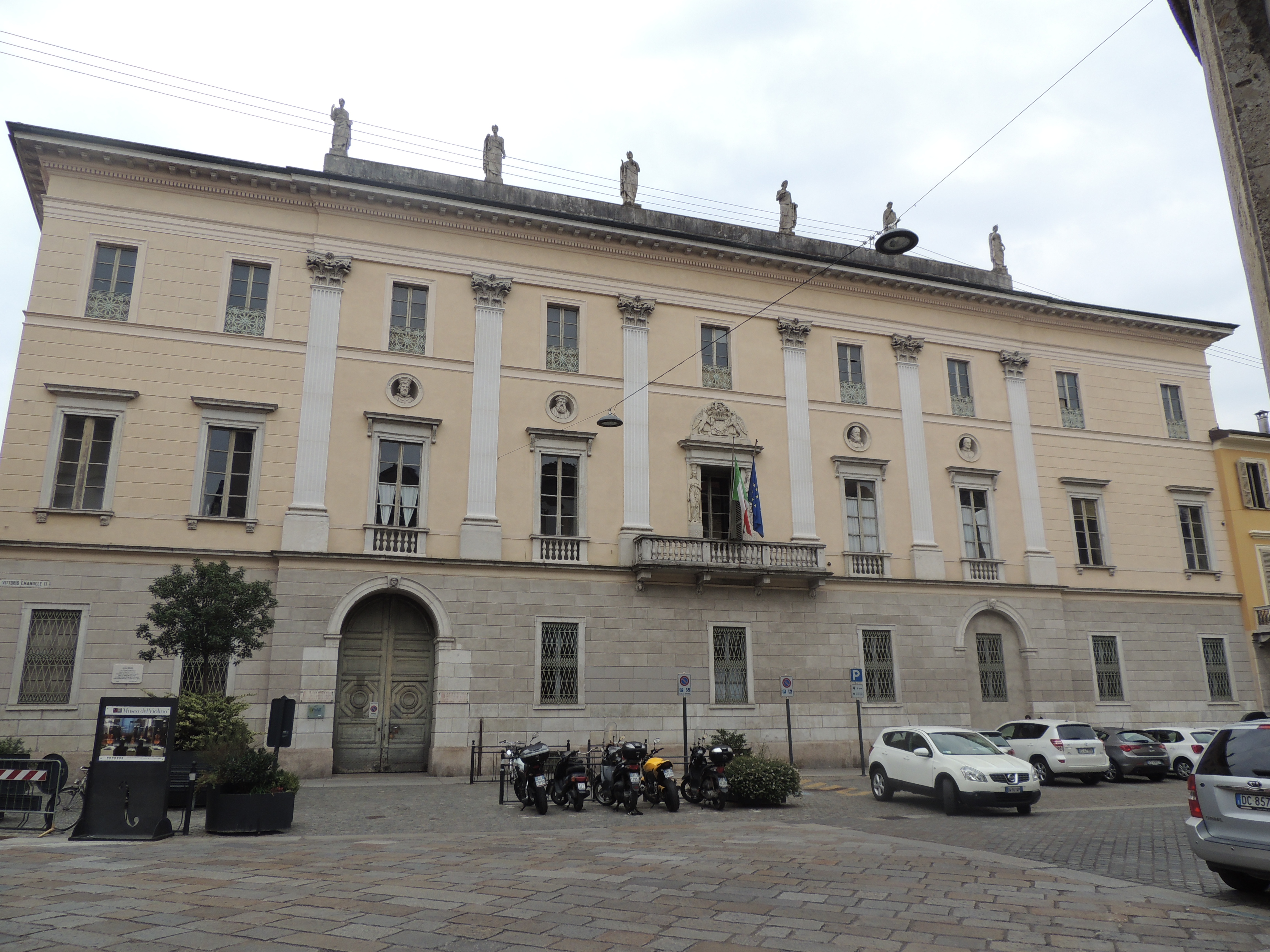
Palazzo Affaitati, waar vroeger het Stradivariusmuseum ondergebracht was

Aan het begin van het museum staat een schenking van Giovanni Battista Cerani aan de gemeente Cremona. Die bestond uit verschillende muziekinstrumenten van beroemde vioolbouwers uit de stad, onder wie Antonio Stradivarius. Het museum werd nog hetzelfde jaar, in 1893, geopend als Museo stradivariano.
Al snel werd de museumcollectie uitgebreid met de uiterst waardevolle verzameling van Ignazio Alessandro Cozio graaf van Salabue. Hij bezat de overgebleven inventaris van de werkplaats van Stradivarius en was zo een van de belangrijkste deskundigen in Italië op het gebied van de geschiedenis van de vioolbouw.
De zeer uitgebreide collectie houten modellen, documenten en gereedschappen voor de vioolbouw werd in 1920 aangekocht door de vioolbouwer Giuseppe Fiorini uit Bologna. Hij was van plan om een school voor de vioolbouw te beginnen. Hij slaagde daar evenwel niet in en na tien jaar besloot hij de hele collectie te schenken aan het Museo Civico in Cremona.
Het gemeentebestuur richtte toen een Stradivarius-zaal in in het Palazzo Affaitati, waar alle voorwerpen uit de collectie Salabue-Fiorini een plaats kregen. Na een kort verblijf in het Palazzo dell'arte en het Staatsarchief werd de collectie ondergebracht in drie zalen van het Museo Civico: de eerste zaal vertelde het verhaal van de altviool volgens de klassieke school van Cremona; de tweede zaal bevatte enkele instrumenten van Italiaanse vioolbouwers uit de 19e en 20e eeuw en de laatste zaal bevatte zestien etalages met meer dan 700 voorwerpen.
De traditionele vioolbouwkunst in Cremona werd op 5 december 2012 opgenomen in de lijst van Werelderfgoed van de UNESCO.
Nadat het Palazzo dell'arte twee jaar lang gerestaureerd was, werd de gehele collectie definitief ondergebracht in het nieuwe Vioolmuseum. De officiële opening was op 14 september 2013.

## Tentoonstellingszalen

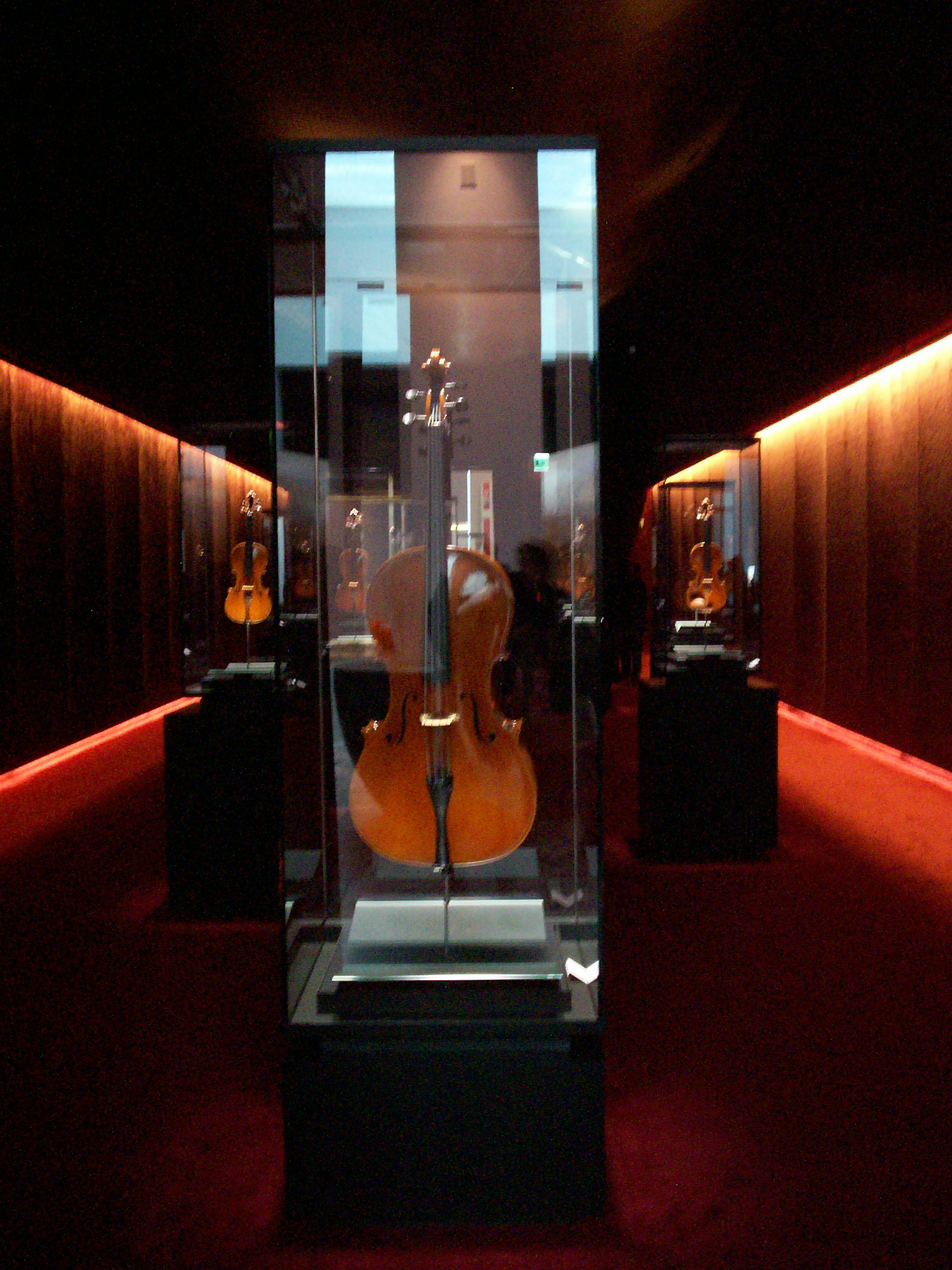
De Schatkamer (zaal 5)

De collectie van het museum is ondergebracht in tien zalen met verschillende onderwerpen:
1. Het ontstaan van de viool. In deze zaal komen de voorlopers van de viool aan bod.
2. De werkplaats van de vioolbouwer gaat in op de verschillende onderdelen van het instrument en de verschillende houtsoorten.
3. De verspreiding van de viool. In de gehoorzaal kunnen video's van concerten van beroemde musici bekeken worden.
4. De School van Cremona gaat over de muzikale geschiedenis van Cremona en de beroemdste vioolbouwers van de stad.
5. De schatkamer, met daarin de tien belangrijkste instrumenten van de hele collectie van de gemeente en van de stichting Walter Stauffer. Hier bevindt zich de viool Il Cremonese uit 1715 van Stradivarius, een viool van onschatbare waarde. Verder zijn er enkele exemplaren van de families Amati en Guarneri stammend uit de periode 1556-1734.
6. De stukken van Stradivarius. In deze zaal de schenking van 700 stukken door Giuseppe Fiorini uit 1930 getoond.
7. Neergang en wederopbloei van de vioolbouw, met 21 instrumenten van vioolbouwers uit Cremona van de periode 1777-1941.
8. Het Concorso Triennale van de hedendaagse vioolbouw bevat violen uit de periode na 1976, die een gouden medaille hebben behaald op dit driejaarlijkse concours.
9. Friends of Stradivari is een zaal met ruimte voor tijdelijke tentoonstellingen met instrumenten uit andere collecties en musea.
10. De viool in de film, waarin filmfragmenten worden vertoond en reportages over vioolbouwers uit Cremona.

## Andere ruimtes

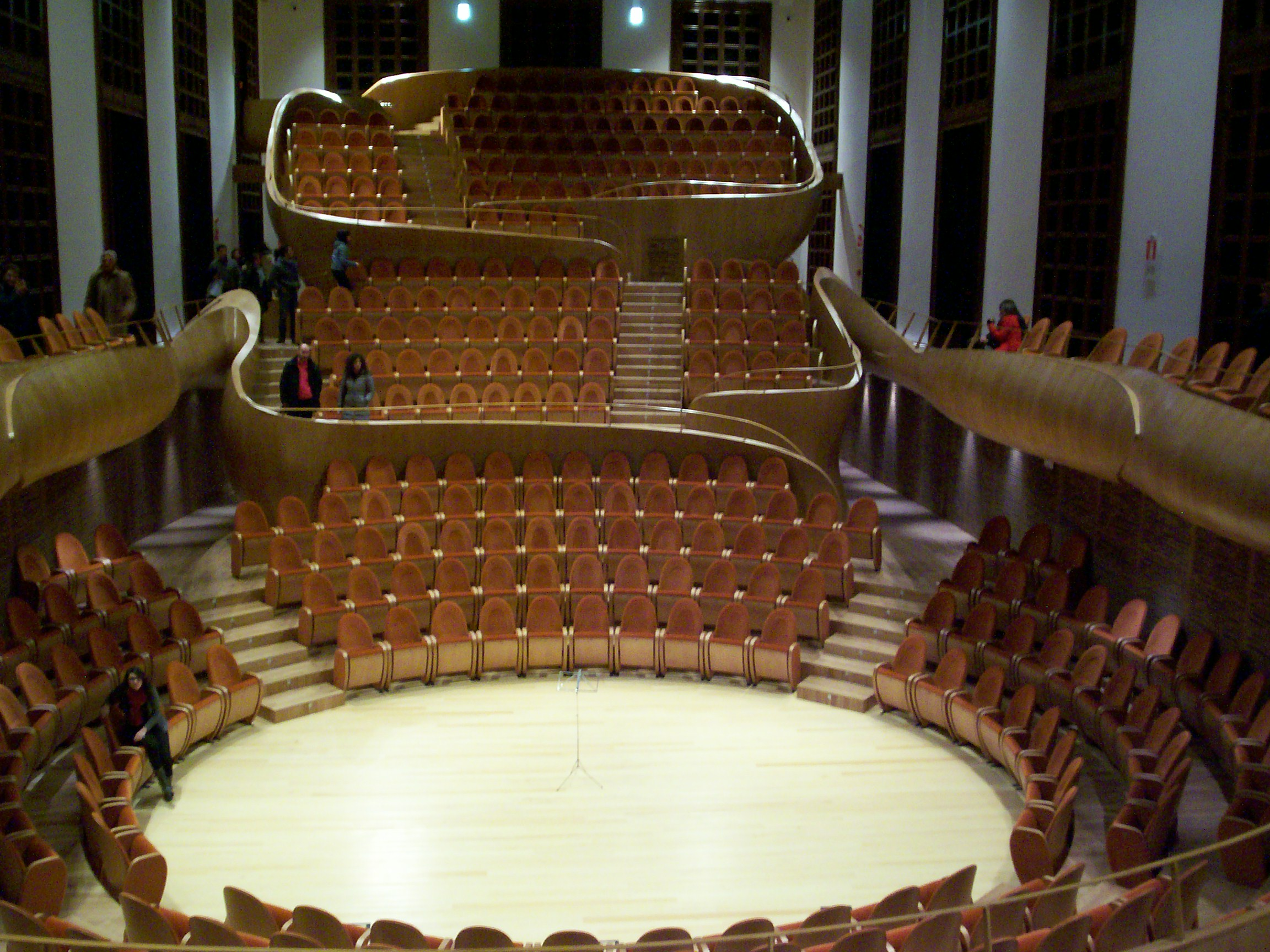
Auditorium Giovanni Arvedi

In het gebouw is ook een ruimte ingericht als auditorium met 464 zitplaatsen. Vroeger was dit een zaal voor bijeenkomsten van het Palazzo dell'arte. Het auditorium is vernoemd naar Giovanni Arvedi en is ontworpen door Yasuhisa Toyota. In de ovale ruimte van 85 m² is ruimte voor solisten en kamerorkesten.
Bovendien zijn er twee werkplaatsen van de Technische Hogeschool van Milaan en de universiteit van Pavia voor wetenschappelijk onderzoek naar de vioolbouw.
Op het terrein van het museum staat ook de sculptuur L'anima della musica (de ziel van de muziek) van de Catalaanse beeldhouwer Jaume Plensa. Het is een zittende figuur van vier meter hoog van wie de huid bestaat uit muziekpartituren.